# Killer Elite
Pour plus de détails, voir Fiche technique et Distribution.
Killer Elite ou Tueur d'élite au Québec est un film d'action américano-australien réalisé par Gary McKendry, sorti en 2011.

## Synopsis
1980. Danny Bryce (Jason Statham) est un mercenaire travaillant avec son équipe constituée de son mentor, Hunter (Robert De Niro), et de deux associés, Davies (Dominic Purcell) et Meier (Aden Young). Le groupe se rend au Mexique afin d'assassiner un homme, mais la mission prend une autre tournure lorsque Danny abat la cible devant le fils de ce dernier et est blessé au cours de la fusillade qui s’ensuit. Il parvient à fuir avec Hunter et le reste de l'équipe mais, affecté par l'issue de la mission, il décide de prendre sa retraite.
Un an plus tard, Danny, qui vit en Australie, reçoit une enveloppe montrant une photo de Hunter prisonnier et un billet d'avion pour Oman. Sur place, il rencontre l'« agent » (Adewale Akinnuoye-Agbaje), organisateur de missions pour des assassins, qui lui révèle qu'Hunter a accepté une mission pour six millions de dollars, mais ne l'a pas accomplie. Par la suite, il rencontre le cheikh Amr (Rodney Afif), roi déchu d'une petite région d'Oman, qui veut qu'il tue trois anciens soldats du SAS, Steven Harris, Steven Cregg et Simon McCann, qui ont tous trois tué trois de ses quatre fils durant la guerre du Dhofar. Danny doit filmer leurs aveux et maquiller les assassinats en accidents et accomplir ces tâches avant le décès du cheikh, atteint d'une maladie en phase terminale, ce qui permettrait à Bakhait (Firass Dirani), le quatrième fils encore en vie, de reprendre le contrôle de la région. Toutefois, si Danny n'accomplit pas la mission ou échoue, Hunter sera exécuté.
Danny reprend contact avec Davies et Meier, qui acceptent de l'aider en échange d'une part de l'argent. Pendant que Danny et Meier partent à Oman afin d'exécuter Harris, Davies questionne des clients dans des bars locaux du SAS, éveillant les soupçons, ce qui est rapporté aux Feathermen, société secrète composée d'anciens agents surveillant leurs propres intérêts. Un exécutant en chef, Spike Logan, est envoyé pour enquêter. Après avoir filmé les aveux de Harris, Danny et Meier l'emmènent dans la salle de bains afin de le tuer avec un marteau issu des carrelages de la douche, pour faire croire qu'il avait glissé et s'est cogné la tête. Harris tente de se libérer quand sa petite amie débarque devant la porte de sa maison, mais Meier le tue en toute hâte au cours d'une lutte. Parallèlement, Spike et son équipe repère le groupe et met sous protection les autres cibles.
À Londres, Davies apprend que Cregg se prépare à une longue nuit de marche dans des conditions hivernales au Brecon Beacons. Tandis que Davies crée une diversion, Danny infiltre la base, drogue le café de Cregg, causant un état de choc et une mort par hypothermie durant la marche, après qu'il a filmé ses aveux. La dernière cible, McCann, instable depuis un attentat, est devenu un mercenaire. Le plan est de trafiquer un camion pour qu'il provoque un accident de la circulation qui tuera McCann. Avec l'aide d'un autre membre inexpérimenté, Jake, Meier tue McCann avec succès, mais découvrent que Logan et ses sbires surveillaient McCann. Au cours d'une fusillade dans les docks après une course-poursuite avec un homme de Logan, Jake abat accidentellement Meier. Danny et Davies décident que l'affaire est terminée et se séparent. Mais Davies est repéré par les hommes de Logan et est heurté par un camion, qui le tue sur le coup.
Danny part à Oman afin de donner la dernière confession filmée, qui a été truquée. Hunter est libéré et retourne auprès de sa famille et Danny repart en Australie, où il retrouve Anne Frazier (Yvonne Strahovski), une connaissance de son enfance avec qui il est en couple. Mais son retour est de courte durée lorsque l'« agent » l'informe qu'un autre homme, Ranulph Fiennes, a participé aux meurtres des fils du cheikh et qu'il va publier un livre relatant son expérience chez les SAS. Danny emmène Anne à Paris, surveillée par Hunter pour la protéger, pendant qu'il part à Londres effectuer la mission, où il rencontre Bakhait qui lui confirme que Harris n'était pas impliqué dans les meurtres de ses frères. Logan, quant à lui, retrace Danny via l'« agent » et envoie une équipe pour protéger Fiennes, mais Jake les distrait, permettant à Danny d'entrer dans le bâtiment où se trouve l'auteur. Danny blesse Fiennes, mais prend des photos pour faire croire à sa mort. Logan poursuit et capture Danny en l’emmenant dans un entrepôt abandonné, mais est interrompu par un agent du MI-6, qui lui révèle que le gouvernement britannique est derrière l'opération en raison des précieuses réserves de pétroles du cheikh. Une bagarre s'ensuit au cours duquel l'agent du MI-6 est tué par Spike, Danny, quant à lui, réussit à fuir. Parallèlement, à Paris, Hunter repère l'« agent » et un homme de main qui suit Anne, qui a prévu de la kidnapper contre rançon. Hunter réussit à les maîtriser, notamment en tirant dans la jambe de l'« agent », qui voulait une part de l'argent de la mission et le menace s'il s'en prend à nouveau à Danny et Anne.
Aidé de Hunter, Danny part à Oman donner les photos au cheikh, mais est devancé par Logan, qui poignarde à mort le vieil homme tout en lui avouant que Fiennes est encore vivant et que les photos sont truquées. Il laisse Bakhait en vie, ce dernier refusant de respecter les traditions. Bakhait lui donne l'argent destiné à Danny et Hunter. L'ancien SAS, poursuivi par les hommes du cheikh, est repéré par Hunter. Danny et Hunter partent à sa poursuite, tout en neutralisant les sbires du cheikh, et le stoppe dans une route du désert. Danny décide de laisser l'argent à Logan, bien que Hunter prend une partie pour ses dépenses et sa famille, en lui disant qu'il en aura besoin pour changer de vie loin de Londres après avoir tué l'agent du MI-6 et avoir agi contre la volonté des Feathermen et laisse sur la route, disant qu'ils vont lui envoyer un taxi dès qu'ils seront à l'aéroport afin de partir d'Oman. Danny retrouve Anne à Paris afin de commencer une nouvelle vie.

## Fiche technique
Source : Informations sur le film
- Titre original et français : Killer Elite
- Titre québécois : Tueur d'Élite
- Réalisation : Gary McKendry
- Scénario : Gary McKendry et Matt Sherring, d'après The Feather Men de Ranulph Fiennes
- Décors : Michelle McGahey
- Costumes : Katherine Milne
- Photographie : Simon Duggan
- Montage : John Gilbert
- Musique : Reinhold Heil et Johnny Klimek
- Casting : Leigh Pickford
- Direction artistique : Rolland Pike
- Production : Michael Boughen, Steve Chasman, Sigurjon Sighvatsson et Tony Winley
  - Production exécutive : Peter D. Graves, Christopher Mapp, Matthew Street, David Whealy et Bill Johnston (coproducteur exécutif)
- Sociétés de production : Ambience Entertaiment, Current Entertaiment, Omnilab Media et Palomar Pictures
- Sociétés de distribution :  Open Road Films (en)
- Budget : 70 millions$
- Pays d'origine[2] : États-Unis et Australie
- Langues originales : Anglais, arabe, français et espagnol
- Format : Couleur — 35 mm — 2,35 : 1 — son Dolby Digital
- Genre : Action
- Durée : 116 minutes
- Dates de sortie :
  - :  États-Unis,  Royaume-Uni et  Canada : 23 septembre 2011
  - :  France : 26 octobre 2011
  - :  Belgique : 9 novembre 2011
  - :  Australie : 23 février 2012
- Interdit aux moins de 12 ans

## Distribution
| Les acteurs Jason Statham, Yvonne Strahovski et Robert De Niro à la première du film au TIFF 2011. |  | Les acteurs Jason Statham, Yvonne Strahovski et Robert De Niro à la première du film au TIFF 2011. |  | Les acteurs Jason Statham, Yvonne Strahovski et Robert De Niro à la première du film au TIFF 2011. |
| Les acteurs Jason Statham, Yvonne Strahovski et Robert De Niro à la première du film au TIFF 2011. |  | |  | |

- Jason Statham (VF : Boris Rehlinger ; VQ : Sylvain Hétu) : Danny Bryce, mercenaire
- Clive Owen (VF : Julien Kramer ; VQ : Daniel Picard) : Spike Logan
- Robert De Niro (VF : Jacques Frantz ; VQ : Manuel Tadros) : Hunter, mercenaire, équipier et mentor de Danny
- Dominic Purcell (VF : Eric Aubrahn ; VQ : Tristan Harvey) : Davies, mercenaire, équipier de Danny
- Aden Young (VF : Pierre Tessier ; VQ : Benoît Éthier) : Meier, mercenaire, équipier de Danny
- Yvonne Strahovski (VF : Laura Blanc ; VQ : Rose-Maïté Erkoreka) : Anne Frazer, compagne de Danny
- Adewale Akinnuoye-Agbaje (VF : Jean-Paul Pitolin ; VQ : Thiéry Dubé) : l'« agent »
- Ben Mendelsohn (VQ : Paul Sarrasin) : Martin
- Grant Bowler : Steven Cregg, ancien soldat du SAS
- David Whiteley (es) : l'homme du MI6
- Matthew Nable (VQ : Louis-Philippe Dandenault) : Pennock
- Lachy Hulme (en) (VF : José Luccioni ; VQ : Guillaume Cyr) : Steven Harris, ancien soldat du SAS
- Firass Dirani (VQ : Martin Watier) : Bakhait
- Nick Tate (VQ : Jean-Luc Montminy) : Commandant B
- Bille Brown (VQ : Jacques Lavallée) : Colonel Fritz
- Stewart Morritt : Campbell
- Michael Dorman : Jake
- Daniel Roberts (VF : Laurent Larcher) : Simon McCann, ancien soldat du SAS
- Rodney Afif (VF : Said Amadis) : Sheikh Amr, roi déchu d'une petite région d'Oman
- Jamie McDowell : Diane
- Dion Mills : Ranulph Fiennes
- Andrew Stehlin (en) : Dutchy
- Simon Armstrong : Gowling
- Richard Elfyn : Porter
- Chris Anderson : Finn
- Brendan Charleson : Bazza
- Sandy Greenwood : Compagne d'Harris
- Boris Brkic : Justice
- Riley Evans : Joey
- Sofia Nikitina : Donna
- Tim Hughes (VF : Philippe Catoire) : Major D
- Tony Porter (VF : Patrick Raynal) : Colonel Z
- Michael Carman : Le Don

Légende doublage : Version Française = VF et Version Québécoise = VQ

## Musique
Sauf indication contraire, les informations mentionnées dans cette section peuvent être confirmées par la base de données cinématographiques IMDb,  présente dans la section « Liens externes ».
- Delilah de Barry Mason (en) et Les Reed.
- Turkish Acid Bath (Shelter From the Storm) par Kasabian.
- Strange Brew par Cream.
- Peaches (en) par The Stranglers.
- Love Sensation par Loleatta Holloway.
- Out of the Shadow par Nicolas Neidhardt et Cyril Tarquiny.
- I Fought the Law par The Clash.
- Laisse-moi le temps d'apprendre... par Nadia Farès.
- New Race par Radio Birdman.

## Accueil

### Critiques
Dans l'ensemble des critiques, Killer Elite a rencontré un accueil mitigé dans les pays anglophones, avec un score de 44⁄100 sur le site Metacritic, pour 29 critiques  et 25 % d'opinions favorables le site Rotten Tomatoes, pour 122 critiques et une moyenne de 4,7⁄10. En France, le site Allociné lui attribue une note moyenne de 2.1⁄5, pour 16 commentaires collectés.

### Box-office
Killer Elite rencontre un échec commercial lors de sa sortie en salles, ne rapportant que 56 383 756 $ de recettes mondiales, dont 25 124 966 $ rien qu'aux États-Unis, pour un budget de 70 millions de $. En France, le film passe également inaperçu, puisqu'il n'a réuni que 238 066 entrées.
| Pays ou région    | Box-office      | Date d'arrêt du box-office | Nombre de semaines |
| ----------------- | --------------- | -------------------------- | ------------------ |
| États-Unis Canada | 25 124 966 $    | 17 novembre 2011           | 8                  |
| France            | 238 066 entrées | -                          | -                  |
| Total mondial     | 56 383 756 $    | -                          | -                  |

## Autour du film
Le film est tiré du best-seller The Feather Men de Ranulph Fiennes publié en 1991 et qui a défrayé la chronique en Angleterre lors de sa sortie. De nombreuses controverses ont alors eu lieu, principalement concentrées sur l'annonce d'un récit basé sur des faits réels. Le Ministère de la Défense britannique a à l'époque dénoncé la présentation de faits qui impliquait les SAS dans des assassinats perpétrés des années après sa participation à la guerre du Dhofar.